# La voglia la pazzia l'incoscienza l'allegria
La voglia la pazzia l'incoscienza l'allegria, pubblicato nel 1976, è un album della cantante italiana Ornella Vanoni realizzato in collaborazione con il cantautore brasiliano Vinícius de Moraes e il chitarrista Toquinho.

## Descrizione
Il disco è una rilettura di diverse musiche brasiliane di bossa nova, scritte da alcuni dei più grandi nomi della musica brasiliana come Antônio Carlos Jobim e Chico Buarque, cantate in italiano.
Il disco è stato registrato in presa diretta con la formazione sotto riportata; i cori e le parti orchestrali sono stati sovrapposti in un secondo momento con gli arrangiamenti di Gianfranco Lombardi; si presenta come un concept album, ossia come un'opera segnata da un filo conduttore unico: un album a tema composto da canzoni e poesie interpretate da Vinicius, dove spesso non vi è pausa né termine tra un pezzo e l'altro, ma sembra quasi la continuazione.
Raggiunge il sesto posto di vendite in classifica.
L'LP ha la copertina apribile, realizzata con un cartoncino tramato, con all'interno foto e una dedica scritta dalla Vanoni. La busta interna, di colore arancione, ha tutti i testi. Verrà ristampato dalla CGD negli anni ottanta con grafica identica all'originale, la sola eccezione è nel tipo di carta, normale liscia, usata per la copertina.
Alcuni singoli, con copertina standard della Vanilla, vennero estratti dall'lp a scopo promozionale: OVR 521 – Senza paura/La rosa spogliata, OVR 522 – Samba della rosa/Semaforo rosso, OVR 523 – La voglia,la pazzia/Un altro addio.
Per il mercato estero uscì un 45 giri ufficiale, su etichetta Zafiro, con i brani La voglia, la pazzia/Senza Paura. La copertina è identica all'LP. Per il mercato brasiliano uscì anche un extended play, su etichetta RCA Victor 202.8001, con i brani Samba Della Rosa, Senza Paura, Assenza/Io So Che Ti Amero, La Voglia La Pazzia. Il disco ha una veste grafica originale con una fotografia inedita, a colori, dei tre artisti in sala d'incisione.
Nel 2009 è stato incluso nella scelta della collana "Club of the 496". Si tratta di una accuratissima selezione di album internazionali in vinile 200 g ristampati in sole 496 copie dalla casa giapponese Audiophilie Production, per la collana "Signoricci Vinyl".
La grafica della copertina è la stessa dell'originale, ma in busta chiusa di cartone pesante laminato. Sul retro sono spiegate tutte le caratteristiche fonico/tecniche della ristampa.
L'etichetta del disco è la tipica CGD arcobaleno degli anni '90.
La prima stampa del supporto in CD è del 1987 (CDS 6050) e non riporta il codice a barre sul retro copertina.
L'album è presente nella classifica dei 100 dischi italiani più belli di sempre secondo Rolling Stone Italia alla posizione numero 76.

## Tracce
Testi di Sergio Bardotti e musiche di Vinícius de Moraes e Toquinho, tranne dove indicato.
1. Senza paura (Sem medo) - 3:53
2. La rosa spogliata (A rosa desfolhada) - 2:50
3. Samba della Rosa (Samba da rosa) - 2:58
4. Samba in preludio (Samba em prelúdio) - 3:46 (Vinicius de Moraes, Baden Powell de Aquino, Sergio Bardotti)
5. Anema e core - 1:38 (Tito Manlio - Salve D'Esposito)
6. La voglia e la pazzia (Se ela quisesse) - 2:52
7. Semaforo rosso (Sinal fechado)- 1:55 (Sergio Bardotti - Paulinho da Viola)
8. Assenza (Ausencia) - 0:30 (Vinicius de Moraes); recitativo
9. Io so che ti amerò (Eu sei que vou te amar) - 3:52 (Sergio Bardotti - Vinicius de Moraes, Antônio Carlos Jobim)
10. Un altro addio (Mais um adeus) - 3:47
11. L'assente (O ausente) (Vinicius de Moraes); recitativo di Vinícius de Moraes accompagnato con chitarra - 0:58
12. Accendi una luna nel cielo (Acende uma lua no ceu) - 1:39
13. Samba per Vinicius (Samba pra Vinícius) - 2:38 (Sergio Bardotti - Chico Buarque de Hollanda, Toquinho)

## Musicisti
- Toquinho - voce, chitarra
- Ornella Vanoni - voce
- Vinícius de Moraes - voce
- Azeitona - basso
- Mutinho - batteria
- I musicals di Dino Comolli - cori
- Gianfranco Lombardi - arrangiamenti